# MKB-10 Poglavje XIX: Poškodbe, zastrupitve in nekatere druge posledice zunanjih vzrokov
| Mednarodna klasifikacija bolezni in sorodnih zdravstvenih problemov 10. popravljena izdaja | Mednarodna klasifikacija bolezni in sorodnih zdravstvenih problemov 10. popravljena izdaja | Mednarodna klasifikacija bolezni in sorodnih zdravstvenih problemov 10. popravljena izdaja     |
| Poglavje                                                                                   | Kategorije                                                                                 | Naslov                                                                                         |
| ------------------------------------------------------------------------------------------ | ------------------------------------------------------------------------------------------ | ---------------------------------------------------------------------------------------------- |
| I                                                                                          | A00-B99                                                                                    | Nekatere infekcijske in parazitske bolezni                                                     |
| II                                                                                         | C00-D48                                                                                    | Neoplazme                                                                                      |
| III                                                                                        | D50-D89                                                                                    | Bolezni krvi in krvotvornih organov in nekatere bolezni, pri katerih je udeležen imunski odziv |
| IV                                                                                         | E00-E90                                                                                    | Endokrine, prehranske in presnovne bolezni                                                     |
| V                                                                                          | F00-F99                                                                                    | Duševne in vedenjske motnje                                                                    |
| VI                                                                                         | G00-G99                                                                                    | Bolezni živčevja                                                                               |
| VII                                                                                        | H00-H59                                                                                    | Bolezni očesa in adneksov                                                                      |
| VIII                                                                                       | H60-H95                                                                                    | Bolezni ušesa in mastoida                                                                      |
| IX                                                                                         | I00-I99                                                                                    | Bolezni obtočil                                                                                |
| X                                                                                          | J00-J99                                                                                    | Bolezni dihal                                                                                  |
| XI                                                                                         | K00-K93                                                                                    | Bolezni prebavil                                                                               |
| XII                                                                                        | L00-L99                                                                                    | Bolezni kože in podkožja                                                                       |
| XIII                                                                                       | M00-M99                                                                                    | Bolezni mišično-skeletnega sistema in vezivnega tkiva                                          |
| XIV                                                                                        | N00-N99                                                                                    | Bolezni sečil in spolovil                                                                      |
| XV                                                                                         | O00-O99                                                                                    | Nosečnost, porod in poporodno obdobje                                                          |
| XVI                                                                                        | P00-P96                                                                                    | Nekatera stanja, ki izvirajo v obporodnem obdobju                                              |
| XVII                                                                                       | Q00-Q99                                                                                    | Prirojene malformacije, deformacije in kromosomske nenormalnosti                               |
| XVIII                                                                                      | R00-R99                                                                                    | Simptomi, znaki in nenormalni klinični in laboratorijski izvidi, ki niso uvrščeni drugje       |
| XIX                                                                                        | S00-T98                                                                                    | Poškodbe, zastrupitve in nekatere druge posledice zunanjih vzrokov                             |
| XX                                                                                         | V01-Y98                                                                                    | Zunanji vzroki obolevnosti in umrljivosti                                                      |
| XXI                                                                                        | Z00-Z99                                                                                    | Dejavniki, ki vplivajo na zdravstveno stanje in na stik z zdravstveno službo                   |
| XXII                                                                                       | U00-U99                                                                                    | Kode za posebno uporabo                                                                        |

Mednarodno klasifikacijo bolezni in sorodnih zdravstvenih problemov 10-ta revizija (MKB-10) objavlja Svetovna zdravstvena organizacija (WHO)..  Ta stran vsebuje MKB-10 Poglavje XIX: Poškodbe, zastrupitve in nekatere druge posledice zunanjih vzrokov.

## S00-T14 -Poškodbe
|                                                          | Površinske p. | Odprte p. | Zlomi | I/I/N | Zmečkanina (crush) | Amputacija | Drugo |
| glava                                                    | S00           | S01       | S02   | S03   | S07                | S08        | S09   |
| vrat                                                     | S10           | S11       | S12   | S13   | S17                | S18        | S19   |
| prsni koš                                                | S20           | S21       | S22   | S23   | S27                | S28        | S29   |
| trebuh, spodnji del hrbta, ledvena hrbtenica in medenica | S30           | S31       | S32   | S33   | S37                | S38        | S39   |
| rama in nadlakt                                          | S40           | S41       | S42   | S43   | S47                | S48        | S49   |
| komolec in podlakt                                       | S50           | S51       | S52   | S53   | S57                | S58        | S59   |
| zapestje in roka                                         | S60           | S61       | S62   | S63   | S67                | S68        | S69   |
| kolk in stegno                                           | S70           | S71       | S72   | S73   | S77                | S78        | S79   |
| koleno in golen                                          | S80           | S81       | S82   | S83   | S87                | S88        | S89   |
| skočni sklep in stopalo                                  | S90           | S91       | S92   | S93   | S97                | S98        | S99   |
| več območij                                              | T00           | T01       | T02   | T03   | T04                | T05        | T06-7 |

### (S00-S09) Poškodbeglave
- (S00) Površinska poškodba glave
  - (S00.0) Površinska poškodba skalpa
  - (S00.1) Udarnina na veki in v periokularnem predelu
    - Črno oko (očalni hematom)

  - (S00.2) Druge površinske poškodbe zrkla in periokularnega predela
  - (S00.3) Površinska poškodba nosu
  - (S00.4) Površinska poškodba ušesa
  - (S00.5) Površinska poškodba ustnice in ustne votline
  - (S00.7) Multiple površinske poškodbe glave
  - (S00.8) Površinska poškodba drugi delov glave
  - (S00.9) Površinska poškodba glave, del neopredeljen

- (S01) Rane na glavi

- (S02) Zlom lobanjskih in obraznih kosti
  - (S02.0) Zlom svoda
  - (S02.1) Zlom lobanjskega dna
  - (S02.2) Zlom nosnih kosti
  - (S02.3) Zlom dna orbite
  - (S02.4) Zlom ličnih in kosti zgornje čeljustnice
  - (S02.5) Zlom zoba
  - (S02.6) Zlom spodnje čeljustnice
  - (S02.7) Multipli zlomi, ki vključujejo lobanjske in obrazne kosti
  - (S02.8) Zlomi drugih lobanjskih in obraznih kosti
  - (S02.9) Zlom lobanjskih in obraznih kosti, del neopredeljen

- (S03) Izpah, izvin in nateg sklepov in vezi glave
  - (S03.0) Izpah čeljustnega sklepa
  - (S03.1) Izpah nosnega pretina
  - (S03.2) Omajanje zoba
  - (S03.3) Izpah drugih in neopredeljenih delov glave
  - (S03.4) Izvin in nateg čeljusti
  - (S03.5) Izvin in nateg sklepov in vezi drugih in neopredeljenih delov glave

- (S04) Poškodba možganskih živcev
  - (S04.0) Poškodba optičnega živca in optičnega traktusa
  - (S04.1) Poškodba okulomotornega živca
  - (S04.2) Poškodba trohlearnega živca
  - (S04.3) Poškodba trigeminusa
  - (S04.4) Poškodba abducensa
  - (S04.5) Poškodba obraznega živca
  - (S04.6) Poškodba akustičnega živca
  - (S04.7) Poškodba akcesornega živca
  - (S04.8) Poškodba drugih možganskih živcev
  - (S04.9) Poškodba neopredeljenega možganskega živca

- (S05) Poškodba očesa in orbite
  - (S05.0) Poškodba veznice in abrazija roženice, tujek ni omenjen
  - (S05.1) Udarnina zrkla in orbitalnega tkiva
    - Poškodbena hifema

  - (S05.2) Raztrganina očesa in ruptura s prolapsom ali izgubo znotrajočesnega tkiva
  - (S05.3) Raztrganina očesa brez prolapsa ali izgube znotrajočesnega tkiva
    - Raztrganina očesa BDO

  - (S05.4) Penetrantna rana orbite s tujkom ali brez njega
  - (S05.5) Penetrantna rana očesa s tujkom
  - (S05.6) Penetrantna rana zrkla brez tujka
  - (S05.7) Izluščenje očesa
    - Poškodbena enukleacija

  - (S05.8) Druge poškodbe očesa in orbite
  - (S05.9) Poškodba očesa in orbite, neopredeljena
    - Poškodba očesa BDO

- (S06) Znotrajlobanjska (intrakranialna) poškodba
  - (S06.0) Pretres
    - Pretres možganov

  - (S06.1) Poškodbeni možganski edem
  - (S06.2) Difuzna poškodba možganov BDO
    - Možganska udarnina BDO
    - Možganska ratrganina BDO

  - (S06.3) Žariščna poškodba možganov
  - (S06.4) Epiduralni hematom
  - (S06.5) Poškodbeni subduralni hematom
  - (S06.6) Poškodbena subarahnoidalna krvavitev
  - (S06.7) Znotrajlobanjska poškodba z dolgotrajno komo
  - (S06.8) Druge znotrajlobanjske poškodbe
  - (S06.9) Znotrajlobanjska poškodba, neopredeljena

- (S07) Crush poškodba glave

- (S08) Poškodbena amputacija dela glave

- (S09) Druge in neopredeljene poškodbe glave
  - (S09.0) Poškodba žil na glavi, ki ni uvrščena drugje
  - (S09.1) Poškodba mišic in tetiv na glavi
  - (S09.2) Poškodbena ruptura bobniča
  - (S09.7) Multiple poškodbe na glavi
  - (S09.8) Druga opredeljena poškodba glave
  - (S09.9) Neopredeljena poškodba glave

### (S10-S19) Poškodbevratu
- (S10) Površinska poškodba vratu
- (S11) Rana na vratu
- (S12) Zlom vratu
  - (S12.0) Zlom prvega vratnega vretenca
  - (S12.1) Zlom drugega vratnega vretenca
  - (S12.2) Zlom kakega drugega opredeljenega vratnega vretenca
  - (S12.7) Multipli zlomi vratne hrbtenice
  - (S12.8) Zlom drugih delov vratu
  - (S12.9) Zlom vratu, del neopredeljen

- (S13) Izpah, izvin in nateg sklepov in vezi na vratu
  - (S13.0) Poškodbena ruptura medvretenčne ploščice (diskusa) na vratu
  - (S13.1) Izpah vratnega vretenca
  - (S13.2) Izpah drugih in neopredeljenih delov vratu
  - (S13.3) Številni izpahi na vratu
  - (S13.4) Izvin in nateg vratne hrbtenice
    - Whiplash injury

  - (S13.5) Izvin in nateg v predelu ščitnice
  - (S13.6) Izvin in nateg sklepov in vezi drugih in neopredeljenih delov vratu

- (S14) Poškodba  živcev in hrbtnega mozga na vratu
  - (S14.0) Prestres in oteklina vratnega hrbtnega mozga
  - (S14.1) Druge in neopredeljene poškodbe vratnega hrbtnega mozga
  - (S14.2) Poškodba živčne korenine vratni hrbtenici
  - (S14.3) Poškodba brachialnega pleteža
  - (S14.4) Poškodba perifernih živcev na vratu
  - (S14.5) Poškodba vratnega simpatikusa
  - (S14.6) Poškodba drugih in neopredeljenih živcev na vratu

- (S15) Poškodba krvnih žil na vratu
- (S16) Poškodba mišice in tetive na vratu
- (S17) Crush poškodba na vratu
- (S18) Poškodbena amputacija v predelu vratu
  - Dekapitacija (odrezanje glave)
- (S19) Druge in neopredeljene poškodbe vratu

### (S20-S29) Poškodbeprsnega koša
- (S20) Površinska poškodba prsnega koša
- (S21) Rana na prsnem košu

- (S22) Zlom rebra (reber), prsnice in prsne hrbtenice
  - (S22.0) Zlom prsnega vretenca
  - (S22.1) Multipli zlom prsne hrbtenice
  - (S22.2) Zlom prsnice
  - (S22.3) Zlom rebra
  - (S22.4) Multiple zlomi reber
  - (S22.5) Plapolajoča stena prsnega koša
  - (S22.8) Zlomi drugih delov prsnega koša
  - (S22.9) Zlom na prsnem košu, del neopredeljen

- (S23) Izpah, izvin in nateg sklepov in vezi na prsnem košu
- (S24) Poškodba  živcev in hrbtnega mozga v predelu prsnega koša

- (S25) Poškodba  krvnih žil prsnega koša
  - (S25.0) Poškodba aorte v prsnem košu
  - (S25.1) Poškodba arterije inominate ali arterije subklavije
  - (S25.2) Poškodba zgornje vene cava
  - (S25.3) Poškodba vene inominate ali vene subklavije
  - (S25.4) Poškodba pljučnih krvnih žil
  - (S25.5) Poškodba medrebrnih krvnih žil
  - (S25.7) Poškodba več krvnih žil prsnega koša
  - (S25.8) Poškodba drugih krvnih žil prsnega koša
  - (S25.9) Poškodba neopredeljenih krvnih žil prsnega koša

- (S26) Poškodba srca
  - (S26.0) Poškodba srca s hemoperikardom
  - (S26.8) Druge poškodbe srca
  - (S26.9) Poškodba srca, neopredeljena

- (S27) Poškodba drugih in neopredeljenih prsnih organov
  - (S27.0) Poškodbeni pnevmotoraks
  - (S27.1) Poškodbeni hemotoraks
  - (S27.2) Poškodbeni hemopnevmotoraks
  - (S27.3) Druge poškodbe pljuč
  - (S27.4) Poškodba bronhija
  - (S27.5) Poškodba prsnega dela sapnika
  - (S27.6) Poškodba plevre
  - (S27.7) Multiple poškodbe prsnih organov
  - (S27.8) Poškodba drugih opredeljenih prsnih organov
    - Trebušna prepona
    - Ductus thoracius
    - Požiralnik (prsni del)
    - Priželjc (timus)

  - (S27.9) Poškodba neopredeljenega prsnega organa

- (S28) Crush poškodba prsnega koša in poškodbena amputacija dela prsnega koša
- (S29) Druge in neopredeljene poškodbe prsnega koša

### (S30-S39) Poškodbetrebuha,spodnjega dela hrbta,ledvene hrbteniceinmedenice
- (S30) Površinska poškodba trebuha, spodnjega dela hrbta in medenice
- (S31) Rana na trebuhu, spodnjem delu hrbta in medenici

- (S32) Zlom ledvene hrbtenice in medenice
  - (S32.0) Zlom ledvenga vretenca
  - (S32.1) Zlom križnice
  - (S32.2) Zlom trtice
  - (S32.3) Zlom črevnice
  - (S32.4) Zlom acetabuluma
  - (S32.5) Zlom sramnice
  - (S32.7) Multipli zlom ledvene hrbtenice in medenice
  - (S32.8) Zlom drugih in neopredeljenih delov ledvene hrbtenice in medenice

- (S33) Izpah, izvin in nateg sklepov in vezi na ledveni hrbtenici in medenici

- (S34) Poškodba živcev in hrbtnega mozga v predelu trebuha, spodnjega dela hrbta in medenice

- (S35) Poškodba krvnih žil trebuha, spodnjega dela hrbta in medenice
  - (S35.0) Poškodba trebušne aorte
  - (S35.1) Poškodba spodnje vene cava
  - (S35.2) Poškodba celiakalne ali mezenterijske arterije
  - (S35.3) Poškodba portalne ali lienalna vena
  - (S35.4) Poškodba ledvičnih krvnih žil
  - (S35.5) Poškodba iliakalnih krvnih žil
  - (S35.7) Poškodba več krvnih žil trebuha, spodnjega dela hrbta in medenice
  - (S35.8) Poškodba drugih krvnih žil trebuha, spodnjega dela hrbta in medenice
  - (S35.9) Poškodba neopredeljene krvne žile trebuha, spodnjega dela hrbta in medenice

- (S36) Poškodba znotrajtrebušnih organov
  - (S36.0) Poškodba vranice
- (S37) Poškodba sečil in organov v medenici
- (S38) Crush poškodba in poškodbena amputacija dela trebuha, spodnjega dela hrbta in medenice
- (S39) Druge in neopredeljene poškodbe trebuha, spodnjega dela hrbta in medenice

### (S40-S49) Poškodberameinnadlakti
- (S40) Površinska poškodba rame in nadlakti
- (S41) Rana na rami in nadlakti

- (S42) Zlom rame in nadlakti
  - (S42.0) Zlom ključnice
  - (S42.1) Zlom lopatice
  - (S42.2) Zlom zgornjega dela nadlaktnice
  - (S42.3) Zlom diafaze nadlaktnice
  - (S42.4) Zlom spodnjega dela nadlaktnice
  - (S42.7) Multipli zlom ključnice, lopatice in nadlaktnice
  - (S42.8) Zlom drugih delov na rami in nadlakti
  - (S42.9) Zlom ramenskega obroča, del neopredeljen

- (S43) Izpah, izvin in nateg sklepov in vezi ramenskega obroča
  - (S43.0) Izpah ramenskega sklepa
  - (S43.1) Akromioklavikularna sindezmoliza
  - (S43.2) Sternoklavikularna sindezmoliza
  - (S43.3) Izpah drugih in neopredeljenih delov ramenskega obroča
  - (S43.4) Izvin in nateg ramenskega sklepa
  - (S43.5) Izvin in nateg akromioklavikularne sindezmoze
  - (S43.6) Izvin in nateg stermoklavikularne sindezmoze
  - (S43.7) Izvin in nateg drugih in neopredeljenih delov ramenskega obroča

- (S44) Poškodba živcev v predelu rame in nadlakti
  - (S44.0) Poškodba ulnarnega živca v predelu nadlakti
  - (S44.1) Poškodba medianega živca v predelu nadlakti
  - (S44.2) Poškodba radialnega živca v predelu nadlaktil
  - (S44.3) Poškodba aksilarnega živca
  - (S44.4) Poškodba muskulokutanega živca
  - (S44.5) Poškodba kožnega senzoričnega živca v predelu rame in nadlakti
  - (S44.7) Poškodba več živcev v predelu rame in nadlakti
  - (S44.8) Poškodba drugih živcev v predelu rame in nadlakti
  - (S44.9) Poškodba neopredeljenega živca v predelu rame in nadlakti

- (S45) Poškodba krvnih žil v predelu rame in nadlakti

- (S46) Poškodba mišice in tetive v predelu rame in nadlakti
  - (S46.0) Poškodba tetive rotatorne manšete na rami
    - Rotator cuff tear

  - (S46.1) Poškodba mišice in tetive dolge glave bicepsa
  - (S46.2) Poškodba mišice in tetive drugih delov bicepsa
  - (S46.3) Poškodba mišice in tetive tricepsa
  - (S46.7) Poškodba več mišic in tetiv v predelu rame in nadlakti
  - (S46.8) Poškodba drugih mišic in tetiv v predelu rame in nadlakti
  - (S46.9) Poškodba neopredeljene mišice in tetive v predelu rame in nadlakti

- (S47) Crush poškodba rame in nadlakti]
- (S48) Poškodbena amputacija rame in nadlakti
- (S49) Druge in neopredeljene poškodbe rame in nadlakti

### (S50-S59) Poškodbekomolcainpodlakti
- (S50) Površinska poškodba podlakti
- (S51) Rana na podlakti

- (S52) Zlom podlakti
  - (S52.0) Zlom zgornjega dela podlaktnice
    - Monteggijev zlom

  - (S52.1) Zlom zgornjega dela koželjnice
  - (S52.2) Zlom diafize podlaktnice
  - (S52.3) Zlom diafize koželjnice
  - (S52.4) Zlom diafiz podlaktnice in koželjnice
  - (S52.5) Zlom spodnjega dela koželjnice
    - Collesov zlom
    - Smithov zlom

  - (S52.6) Zlom spodnjega dela koželjnice in podlaktnice
  - (S52.7) Multipli zlomi podlakti
  - (S52.8) Zlom drugih delov podlakti
  - (S52.9) Zlom podlakti, del neopredeljen

- (S53) Izpah, izvin in nateg sklepov in vezi komolca
  - (S53.0) Izpah glavice koželjnice
  - (S53.1) Izpah komolca, neopredeljen
  - (S53.2) Poškodbena ruptura radialne kolateralne vezi
  - (S53.3) Poškodbena ruptura ulnarne kolateralne vezi
  - (S53.4) Izvin in nateg komolca

- (S54) Poškodba živcev v predelu podlakti
  - (S54.0) Poškodba ulnarnega živca v predelu podlakti
  - (S54.1) Poškodba medianega živca v predelu podlakti
  - (S54.2) Poškodba radialnega živca v predelu podlakti
  - (S54.3) Poškodba kožnega senzoričnega živca v predelu podlakti
  - (S54.7) Poškodba več živcev v predelu podlakti
  - (S54.8) Poškodba drugih živcev v predelu podlakti
  - (S54.9) Poškodba neopredeljenega živca v predelu podlakti

- (S55) Poškodba krvnih žil v predelu podlakti
- (S56) Poškodba mišice in tetive v predelu podlakti
- (S57) Crush poškodba podlakta
- (S58) Poškodbena amputacija podlakti
- (S59) Druge in neopredeljene poškodbe podlakti

### (S60-S69) Poškodbezapestjainroke
- (S60) Površinska poškodba zapestja in roke
- (S61) Rana na zapestju in roki

- (S62) Zlom v predelu zapestja in roke
  - (S62.0) Zlom navikularne kosti zapestja
  - (S62.1) Zlom kake druge zapestne kosti
  - (S62.2) Zlom prve dlančnice
    - Bennettov zlom

  - (S62.3) Zlom kake druge dlančnice
  - (S62.4) Številni zlomi dlančnic
  - (S62.5) Zlom palca
  - (S62.6) Zlom kakega drugega prsta
  - (S62.7) Multipli zlomi prstov
  - (S62.8) Zlom drugih in neopredeljenih delov zapestja in roke

- (S63) Izpah, izvin in nateg sklepov in vezi v predelu zapestja in roke

- (S64) Poškodba živec v predelu zapestja in roke
  - (S64.0) Poškodba ulnarnega živca v predelu zapestja in roke
  - (S64.1) Poškodba medianega živca v predelu zapestja in roke
  - (S64.2) Poškodba radialnega živca v predelu zapestja in roke
  - (S64.3) Poškodba digitalnega živca na palec€palcu
  - (S64.4) Poškodba digitalnega živca na drugih prstih
  - (S64.7) Poškodba več živcev v predelu zapestja in roke
  - (S64.8) Poškodba drugih živcev v predelu zapestja in roke
  - (S64.9) Poškodba neopredeljenega živca v predelu zapestja in roke

- (S65) Poškodba krvnih žil v predelu zapestja in roke
- (S66) Poškodba mišice in tetive v predelu zapestja in roke
- (S67) Crush poškodba zapestja in roke
- (S68) Poškodbena amputacija zapestja in roke
- (S69) Druge in neopredeljene poškodbe zapestja in roke

### (S70-S79) Poškodbekolkainstegna
- (S70) Površinska poškodba kolka in stegna
- (S71) Rana na kolku in stegnu

- (S72) Zlom stegnenice
  - (S72.0) Zlom vratu stegnenice
    - Zlom kolka NOS

  - (S72.1) Pertrohanterni zlom
  - (S72.2) Subtrohanterni zlom
  - (S72.3) Zlom diafize stegnenice
  - (S72.4) Zlom spodnejga dela stegnenice
  - (S72.7) Multipli zlomi stegnenice
  - (S72.8) Zlomi drugih delov stegnenice
  - (S72.9) Zlom stegnenice, del neopredeljen

- (S73) Izpah, izvin in nateg kolčnega sklepa in vezi
  - (S73.0) Izpah kolka
  - (S73.1) Izvin in nateg kolka

- (S74) Poškodba živca v predelu kolka in stegna
- (S75) Poškodba krvnih žil v predelu kolka in stegna
- (S76) Poškodba mišice in tetive v predelu kolka in stegna
- (S77) Crush poškodba kolka in stegna
- (S78) Poškodbena amputacija kolka in stegna
- (S79) Druge in opredeljene poškodbe kolka in stegna

### (S80-S89) Poškodbekolenaingoleni
- (S80) Površinska poškodba goleni
- (S81) Rana na goleni

- (S82) Zlom goleni, vključno s skočnim sklepom
  - (S82.0) Zlom pogačice
  - (S82.1) Zlom zgornjega dela golenice
  - (S82.2) Zlom diafize golenice
  - (S82.3) Zlom spodnjega dla golenice
  - (S82.4) Zlom samo mečnice
  - (S82.5) Zlom notranjega maleola
  - (S82.6) Zlom zunanjega meleola
  - (S82.7) Multipli zlomi goleni
  - (S82.8) Zlom otdrugih delov goleni
    - Trimalleolar zlom

  - (S82.9) Zlom goleni, del neopredeljen

- (S83) Izpah, izvin in nateg sklepov in vezi kolena
  - (S83.0) Izpah pogačice
  - (S83.1) Izpah kolena
  - (S83.2) Ruptura meniskusa, sveža
  - (S83.3) ruptira sklepnega hrustanca na kolenu, sveža
  - (S83.4) Izvin in nateg, ki prizadene (fibularno)(tibialno) kolateralno vez kolena
  - (S83.5) Izvin in nateg, ki prizadene (prednjo)(zadnjo) križno vez kolena
  - (S83.6) Izvin in nateg drugih in neopredeljenih delov kolena
  - (S83.7) Poškodba več struktur v kolenu

- (S84) Poškodba živca v predelu goleni
- (S85) Poškodba krvnih žil v predelu goleni
- (S86) Poškodba mišice in tetive v predelu goleni
- (S87) Crush poškodba goleni
- (S88) Poškodbena amputacija goleni
- (S89) Druge in neopredeljene poškodbe goleni

### (S90-S99) Poškodbeskočnega sklepainstopala
- (S90) Površinska poškodba skočnega sklepa in stopala
- (S91) Rana na skočnem sklepu in stopalu

- (S92) Zlom stopala, brez skočnega sklepa
  - (S92.0) Zlom petnice
  - (S92.1) Zlom skočnice
  - (S92.2) Zlom drugih(-e) nartnic(-e)
  - (S92.3) Zlom stopalnice
  - (S92.4) Zlom palca na noge
  - (S92.5) Zlom kakega drugega prsta
  - (S92.7) Multiplizlomi stopala
  - (S92.9) Zlom stopala, neopredeljen

- (S93) Izpah, izvin in nateg sklepov in vezi v predelu skočnega sklepa in stopala
  - (S93.0) Izpah skočnega sklepa
  - (S93.1) Izpah prsta(-ov)
  - (S93.2) Ruptura vezi v predelu skočnega sklepa in stopala
  - (S93.3) Izpah drugih in neopredeljenih delov stopala
  - (S93.4) Izvin in nateg skočnega sklepa
  - (S93.5) Izvin in nateg prst(-ov)
  - (S93.6) Izvin in nateg drugih in neopredeljenih delov stopala

- (S94) Poškodba živcev v predelu skočnega sklepa in stopala
- (S95) Poškodba krvnih žil v predelu skočnega sklepa in stopala
- (S96) Poškodba mišice in tetive v predelu skočnega sklepa in stopala
- (S97) Crush poškodba skočnega sklepa in stopala
- (S98) Poškodbena amputacija skočnega sklepa in stopala
- (S99) Druge in neopredeljene poškodbe skočnega sklepa in stopala

### (T00-T07) Poškodbe, ki zajemajo več telesnih območij (regij)
- (T00) Površinske poškodbe, ki zajemajo več telesnih območij
- (T01) Rane, ki zajemajo več telesnih območij
- (T02) Zlomi, ki zajemajo več telesnih območij
- (T03) Izpahi, izvini in nategi, ki zajemajo več telesnih območij
- (T04) Crush poškodbe, ki zajemajo več telesnih območij
- (T05) Poškodbena amputacija, ki zajema več telesnih območij
- (T06) Druge poškodbe, ki zajemajo več telesnih območij, ki niso uvrščene drugje
- (T07) Neopredeljene multiple poškodbe

### (T08-T14) Poškodbe na neopredeljenem delutrupa,udaali telesnega območja
- (T08) Zlom hrbtenice, predel neopredeljen
- (T09) Druge poškodbe hrbtenice in trupa, predel neopredeljen
  - (T09.0) Površinska poškodba trupa, predel neopredeljen
  - (T09.1) Rana na trupu, predel neopredeljen
  - (T09.2) Izpah, izvin in nateg neopredeljenega sklepa in vezi na trupu
  - (T09.3) Poškodba hrbtnega mozga, predel neopredeljen
  - (T09.4) Poškodba neopredeljenega živca, živčne korenine in pleteža na trupu
  - (T09.5) Poškodba neopredeljene mišice in tetive na trupu
  - (T09.6) Poškodbena amputacija na trupu, predel neopredeljen
  - (T09.8) Druga opredeljene poškodbe trupa, predel neopredeljen
  - (T09.9) Neopredeljena poškodba trupa, predel neopredeljen

- (T10) Zlom zgornjega uda, predel neopredeljen
- (T11) Druge poškodbe zgornjega uda, predel neopredeljen
- (T12) Zlom spodnjega uda, predel neopredeljen
- (T13) Druge poškodbe spodnjega uda, predel neopredeljen

- (T14) Poškodbe na neopredeljenem območju telesa
  - (T14.0) Površinska poškodba na neopredeljenem območju telesa
    - Odrgnina, BDO
    - Mehus (neopeklinski), BDO
    - Modrica, BDO
    - Udarnina, BDO
    - Hematom, BDO
    - Poškodba zaradi tujka na površini (iver) brez večje rane, BDO
    - Pik žuželke (nestrupena), BDO

  - (T14.1) Rana na neopredeljenem območju telesa
    - Ugriz živali, BDO
    - Urez, BDO
    - Raztrganina, BDO
    - Rana, BDO
    - Vbodna rana s (penetrirajočim) tujkom

  - (T14.2) Zlom na neopredeljenem območju telesa
  - (T14.3) Izpah, izvin in nateg na neopredeljenem območju telesa
  - (T14.4) Poškodba živca(-ev) na neopredeljenem območju telesa
  - (T14.5) Poškodba krvne žile(s) na neopredeljenem območju telesa
  - (T14.6) Poškodba mišic in tetiv na neopredeljenem območju telesa
  - (T14.7) Crush poškodba in poškodbena amputacija na neopredeljenem območju telesa
  - (T14.8) Druge poškodbe na neopredeljenem območju telesa
  - (T14.9) Poškodba, neopredeljena

## T15-T98 - Zastrupitev in določene druge posledice zunanjih vzrokov

### (T15-T19) Učinkitujka, ki je vstopil skozi naravno telesno odprtino
- (T15) Tujek v zunanjem delu očesa
- (T16) Tujek v ušesu
- (T17) Tujek v dihalih
- (T18) Tujek v prebavilih
- (T19) Tujek v urogenitalnem traktu

### (T20-T32)Opeklineinkorozije(kemične opekline)

#### (T20-T25)Opeklineinkorozije(kemične opekline) na površini telesa, opredeljene po mestu
- (T20) Opeklina in korozija glave in vratu
- (T21) Opeklina in korozija trupa
- (T22) Opeklina in korozija na rami in zgornjem udu, razen na zapestju in roki
- (T23) Opeklina in korozija na zapestju in roki
- (T24) Opeklina in korozija na  kolku in spodnjem udu, razen na skočnem sklepu in stopalu
- (T25) Opeklina in korozija na skočnem sklepu in stopalu

#### (T26-T28)Opeklineinkorozije(kemične opekline) omejene naokoin notranje organe
- (T26) Opekline in korozije (kemične opekline) omejena na oko in adnekse
- (T27) Opekline in dihal
- (T28) Opekline in korozije drugih notranjih organov

#### (T29-T32)Opeklineinkorozije(kemične opekline) na več in neopredeljenih območjih telesa
- (T29) Opeklina in korozija na več območjih telesa
- (T30) Opeklina in korozija, območje telesa neopredeljeno
- (T31) Opekline, uvrščene glede na velikost prizadete telesne površine
- (T32) Korozije, uvrščene glede na velikost prizadete telesne površine

### (T33-T35)Ozeblina
- (T33) Površinska ozeblina
- (T34) Ozeblina z nekrozo tkiva
- (T35) Ozeblina, ki prizadene več območj telesa in neopredeljena ozeblina

### (T36-T50)Zastrupitevzdrogami,zdraviliinbiološkimi snovmi
- (T36) Zastrupitev s sistemskimi antibiotiki

- (T37) Zastrupitev z drugimi sistemskimi protimikrobnimi in protiparazitskimi sredstvi
  - (T37.0) Sulfonamidi
  - (T37.1) Zdravila proti mikobakteriji
  - (T37.2) Antimalariki in zdravila, ki učinkujejo na druge protozoje v krvi
  - (T37.3) Druga zdravila proti protozojem
  - (T37.4) Antihelmintiki
  - (T37.5) Zdravila proti virusom
  - (T37.8) Druga opredeljena sistemska protivnetna in protiparazitska sredstva
  - (T37.9) Sistemsko protivnetno in protiparazitsko sredstvo, neopredeljeno

- (T38) Zastrupitev z hormoni ter njihovimi sintetičnimi nadomestili in antagonisti, ki niso uvrščeni drugje

- (T39) Zastrupitev z neopiodnimi analgetiki, antipiretiki in antirevmatiki
  - (T39.0) Salicilati
  - (T39.1) Derivati 4-aminofenola
  - (T39.2) Derivati pirazolona
  - (T39.3) Druga nesteroidna protivnetna zdravila (NSAID)
  - (T39.4) Antirevmatiki, ki niso uvrščene drugje

- (T40) Zastrupitev z narkotiki in psihodisleptiki (halucinogeni)
  - (T40.0) Opij
  - (T40.1) Heroin
  - (T40.2) Drugi opioidi
    - Kodein
    - Morfin

  - (T40.3) Metadon
  - (T40.4) Drugi sintetični narkotiki
    - Petidin

  - (T40.5) Kokain
  - (T40.6) Drugi in neopredeljeni narkotiki
  - (T40.7) Kanabis (derivati)
  - (T40.8) Lisergidi (LSD)
  - (T40.9) Drugi in neopredeljeni psihodisleptiki (halucinogeni)
    - Meskalin
    - Psilocin
    - Psilocibin

- (T41) Zastrupitev z anestetiki in plini, ki se uporabljajo v terapevtske namene
- (T42) Zastrupitev z antiepileptiki, sedativno-hipnotičnimi zdravili in antiparkinsoniki
  - (T42.0) Derivati hidantoina
  - (T42.1) Iminostilbeni
  - (T42.2) Sukcinimidi in oksazolidinedioni
  - (T42.3) Barbiturati
  - (T42.4) Benzodiazepini
  - (T42.5) Kombinirani antiepileptiki, ki niso uvrščeni drugje
  - (T42.6) Drugi antiepileptik in sedativno-hipnotična zdravila
  - (T42.7) Antiepileptiki in sedativno-hipnotična zdravila, neopredelejna
  - (T42.8) antiparkinsoniki in drugi depresorji osrednjega mišičnega tonusa

- (T43) Zastrupitev s psihotropnimi zdravili, ki niso uvrščena drugje
- (T44) Zastrupitev z zdravili, ki delujejo predvsem na avtonomni živčni sistem
- (T45) Zastrupitev s predvsem sistemskimi agensi in hematološkimi agensi, ki niso uvrščeni drugje
- (T46) Zastrupitev z agensi, ki delujejo predvsem na kardiovaskularni sistem
- (T47) Zastrupitev z agensi, ki delujejo predvsem na gastrointestinalmi sistem
- (T48) Zastrupitev z agensi, ki delujejo predvsem na gladko in skeletno mišičje ter na dihala
- (T49) Zastrupitev z lokalnimi agensi, ki delujejo predvsem na kožo in sluznico, ter z zdravili, uporabljanimi v oftalmologiji, otorinolaringologiji in zobozdravstvu
- (T50) Zastrupitev z diuretiki ter drugimi in neopredeljenimi drogami, zdravili in biološkimi snovmi

### (T51-T65)Toksični učinkisnovi predvsem nemedicinskega izvora
- (T51) Toksični učinek alkohola
  - (T51.0) Etanol
  - (T51.1) Metanol
  - (T51.2) 2-propanol
  - (T51.3) Patoka

- (T52) Toksični učinek organskih topil
  - (T52.0) Izdelki iz nafte
    - Bencin
    - Perolej
    - Parafinov vosek

  - (T52.1) Benzen
  - (T52.2) Homologi benzena
    - Toluen
    - Ksilen

  - (T52.3) Glikoli
  - (T52.4) Ketoni

- (T53) Toksični učinek halogeniranih derivatov alifatskih in aromatskih ogljikovodikov
  - (T53.0) Ogljikov tetraklorid
    - Tetrallorometan

  - (T53.1) Kloroform
    - Triklorometan

  - (T53.2) Trikloretilen
    - Trikloreten

  - (T53.3) Tetrakloretilen
    - Perkloretilen
    - Tetrakloretilen

  - (T53.4) Diklorometan
    - Metilenklorid

  - (T53.5) Klorofluoroogljik

- (T54) Toksični učinek jedkih snovi
  - (T54.0) Fenol in homologi fenola
  - (T54.1) Druge jedke organske spojine
  - (T54.2) Jedke kisline in kislinam podobne snovi
  - (T54.3) Jedke lužine in lužinam podobne snovi
- (T55) Toksični učinek mil in detergentov

- (T56) Toksični učinek kovin
  - (T56.0) Svinec in njegove spojine
  - (T56.1) Živo srebro in njegove spojine
  - (T56.2) Krom in njegove spojine
  - (T56.3) Kadmij in njegove spojine
  - (T56.4) Baker in njegove spojine
  - (T56.5) Cink in njegove spojine
  - (T56.6) Kositer in njegove spojine
  - (T56.7) Berilij in njegove spojine
  - (T56.8) Druge kovine

- (T57) Toksični učinek drugih anorganskih snovi
  - (T57.0) Arzen in njegove spojine
  - (T57.1) Fosfor in njegove spojine
  - (T57.2) Mangan in njegove spojine
  - (T57.3) Cianovodik

- (T58) Toksični učinek ogljikovega monoksida

- (T59) Toksični učinek drugih plinov, hlapov in par
  - (T59.0) Dušikovi oksidi
  - (T59.1) Žveplovi dioksidi
  - (T59.2) Formaldehid
  - (T59.3) Solzilni plin
    - Solzivec

  - (T59.4) Klorov plin
  - (T59.5) Fluorov plin in fluorovodik
  - (T59.6) Žveplov vodik
  - (T59.7) Ogljjikov dioksid

- (T60) Toksični učinek pesticidov
  - (T60.0) Organofosforni in karbamatni insecticidi
  - (T60.1) Halogenizirani insecticidi
  - (T60.2) Drugi insecticidi
  - (T60.3) Herbicidi in fungicidi
  - (T60.4) Rodenticidi

- (T61) Toksični učinek škodljivih snovi, zaužitih kot morski sadež
  - (T61.0) Zastrupitev z ribo ciguatera
  - (T61.1) Zastrupitev z ribo skombroid

- (T62) Toksični učinek drugih škodljivih snovi, zaužitih kot hrana
  - (T62.0) Zaužite glive
  - (T62.1) Zaužite jagode
  - (T62.2) Druge zaužite rastline ali deli rastlin
  - (T62.8) Druge opredeljene škodljive snovi, zaužitih kot hrana
  - (T62.9) Škodljiva snov, zaužita kot hrana, neopredeljena

- (T63) Toksični učinek stika s strupenimi živalmi
  - (T63.0) ugriz kače
  - (T63.1) Strup drugih plazilcev
  - (T63.2) Strup škorpijona
  - (T63.3) Strup pajka
  - (T63.4) Strup drugih členonožcev
  - (T63.5) Toksični učinek zaradi stika z ribo
  - (T63.6) Toksični učinek zaradi stika z drugimi morskimi živalmi
  - (T63.8) Toksični učinek zaradi stika z drugimi strupenimi živalmi
  - (T63.9) Toksični učinek zaradi stika z neopredeljeno strupeno živaljo

- (T64) Toksični učinek aflatoksina in drugega mikotoksina, ki kontaminira hrano

- (T65) Toksični učinek drugih in neopredeljenih snovi
  - (T65.0) Cianidi
  - (T65.1) Strihnin in njegove soli
  - (T65.2) Tobak in nikotin
  - (T65.3) Nitroderivati in aminoderivati benzena in njegovo homologi
    - Anilin
    - Nitrobenzen
    - Trinitrotoluen

  - (T65.4) Ogljikov žveplec
  - (T65.5) Nitroglicerin in druge dušične kisline in estri
  - (T65.6) Premazi in barve, ki niso uvrščeni drugje
  - (T65.8) Toksični učinek drugih opredeljenih snovi
  - (T65.9) Toksični učinek neopredeljene snovi
    - Zastrupitev BDO

### (T66-T78) Drugi in neopredeljeni učinkizunanjih vzrokov
- (T66) Neopredeljeni učinki sevanja
  - Radiacijska bolezen

- (T67) Učinki vročine in svetlobe
  - (T67.0) Vročinska in sončna kap
  - (T67.1) Vročinska sonkopa
    - Vročinski kolaps

  - (T67.2) Vročinski krč
  - (T67.3) Vročinska izčrpanost, izsušitev
  - (T67.4) Vročinska izčrpanost zaradi izgube soli
  - (T67.5) Vročinska izčrpanost, neopredeljena
  - (T67.6) Vročinska utrujenost, prehodna
  - (T67.7) Vročinski edem
  - (T67.8) Drugi učinki vročine in svetlobe
  - (T67.9) Učinek vročine in svetlobe, neopredeljen

- (T68) Podhladitev (hipotermija)
- (T69) Drugi učinki znižane temperature
  - (T69.0) Potopitev roke ali noge
    - Noga strelskega jarka

  - (T69.1) Omrzline

- (T70) Učinki zračnega pritiska in vodnega pritiska
  - (T70.0) Barotravma ušesa
  - (T70.1) Sinusna barotravma
  - (T70.2) Drugi in neopredeljeni učinki velikih višin
    - Alpska bolezen
    - Anoksija zaradi velike višine
    - Barotravma BDO
    - Hipobaropatija
    - MounGorska bolezen

  - (T70.3) Kesonska bolezen (dekompresijska bolezen)
- (T71) Asfiksija

- (T73) Učinki drugega pomanjkanja
  - (T73.0) Učinki lakote
    - Pomanjkanje hrane
    - Stradanje

  - (T73.1) Učinki žeje
    - Pomanjkanje vode

  - (T73.2) Izčrpanost zaradi izpostavljenosti
  - (T73.3) Izčrpanost zaradi izredne obremenitve
    - Čezmerna obremenitev

  - (T73.8) Drugi učinki pomanjkanja
  - (T73.9) Učinek pomanjkanja, neopredeljen

- (T74) Sindromi trpinčenja
  - (T74.0) Zanemarjenost ali zapustitev
  - (T74.1) Fizična zloraba
  - (T74.2) Spolna zloraba
  - (T74.3) Psihološka zloraba

- (T75) Učinki drugih zunanjih vzrokov
  - (T75.0) Učinki strele
  - (T75.1) Utopitev in nefatalna potopitev
    - Krč pri plavalcu

  - (T75.2) Učinki vibracije
    - Sindrom pnevmatičnega kladiva
    - vrtoglavica zaradi infrazvoka

  - (T75.3) Gibalna bolezen
    - Zračna bolezen
    - Morska bolezen
    - Potovalna bolezen

  - (T75.4) Učinki električnega toka
    - Elektrokucija
    - Šok zaradi električnega toka

- (T78) Škodljivi učinki, ki niso uvrščeni drugje
  - (T78.0) Anafilaktični šok zaradi reakcije na neustrezno hrano
  - (T78.1) Druge škodljive reakcije po hrani, ki niso uvrščene drugje
  - (T78.2) Anafilaktični šok, neopredeljen
    - Alergijski šok BDO
    - Anafilaktična reakcija BDO
    - Anafilaksija

  - (T78.3) Angionevrotični edem
    - Gigantna urtikarija
    - Quinckejev edem

  - (T78.4) Alergija, neopredeljena
    - Alergijska reakcija BDO
    - Hipersensitivnost BDO
    - Idiosinkrazija BDO

  - (T78.8) Drugi škodljivi učinki, ki niso uvrščeni drugje
  - (T78.9) Škodljivi učinek, neopredeljen

### (T79) Določeni zgodnji zapletipoškodbe
- (T79) Določeni zgodnji zapleti poškodbe, ki niso uvrščeni drugje
  - (T79.0) Zračna embolija (poškodbena)
  - (T79.1) Maščobna embolija (poškodbena)
  - (T79.2) Poškodbena sekundarna in rekurentna krvavitev
  - (T79.3) Poškodbena infekcija rane, ki niso uvrščena drugje
  - (T79.4) Poškodbeni šok
  - (T79.5) Poškodbena anurija
    - Zmečkaninski sindrom

  - (T79.6) Poškodbena ishemija mišic
    - Kompartment sindrom
    - Volkmanova ishemična kontraktura

  - (T79.7) Poškodbeni podkožni emfizem
  - (T79.8) Drugi zgodnji zapleti po poškodbi
  - (T79.9) Neopredeljeni zgodnji zaplet po poškodbi

### (T80-T88) Zapleti kirurške in medicinske oskrbe, ki niso uvrščeni drugje
- (T80) Zapleti zaradi infuzije, transfuzije in dajanja injekcije
  - (T80.0) Zračna embolija po infuziji, transfuziji in dajanju injekcije
  - (T80.1) Zapleti na žilah po infuziji, transfuziji in dajanju injekcije
  - (T80.2) Infekcije po infuziji, transfuziji in dajanju injekcije
  - (T80.3) Reakcija zaradi ABO inkompatibilnosti
  - (T80.4) Reakcija zaradi Rh inkompatibilnosti
  - (T80.5) Anafilaktični šok zaradi seruma
  - (T80.6) Druge serumske reakcije
    - Proteinska bolezen

  - (T80.8) Drugi zapleti po infuziji, transfuziji in dajanju injekcije
  - (T80.9) Neopredeljeni zaplet po infuziji, transfuziji in dajanju injekcije
    - Transfuzijska reakcija BDO

- (T81) Zapleti zaradi posegov, ki niso uvrščeni drugje
  - (T81.0) Krvavitev in hematom kot zaplet posega, ki ni uvrščen drugje
  - (T81.1) Šok med posegom ali zaradi posega, ki ni uvrščen drugje
  - (T81.2) Nenamerna punkcija in raztrganina med posegom, ki ni uvrščeno drugje
  - (T81.3) Razprtje operativne rane, ki ni uvrščen drugje
  - (T81.4) Infekcija po posegu, ki ni uvrščena drugje
  - (T81.5) Tujek, nenamerno puščen v telesni votlini ali operativni rani po posegu
  - (T81.6) Akutna reakcija na tujo snov, nenamerno puščeno med posegom
  - (T81.7) Žilni zapleti po posegu, ki niso uvrščeni drugje
  - (T81.8) Drugi zapleti po posegu, ki niso uvrščeni drugje
  - (T81.9) Neopredeljeni zaplet posega

- (T82) Zapleti zaradi srčnih in žilnih protetičnih sredstev, vsadkov (implantantov) in presadkov (transplantantov)
- (T83) Zapleti zaradi urogenitalnih protetičnih sredstev, vsadkov (implantantov) in presadkov (transplantantov)
- (T84) Zapleti zaradi notranjih ortopedskih protetičnih sredstev, vsadkov (implantantov) in presadkov (transplantantov)
  - (T84.0) Mehanični zaplet zaradi notranje sklepne proteze

Stanja, našteta v T82.0, zaradi sklepne proteze
- (T84.1) Mehanični zaplet zaradi sredstva za interno fiksacijo kosti uda

Stanja, našteta v T82.0, zaradi sredstev za interno fiksacijo kosti uda
- (T84.2) Mehanični zaplet zaradi sredstva za interno fiksacijo drugih kosti

Stanja, našteta v T82.0, zaradi sredstva za interno fiksacijo drugih kosti
- (T84.3) Mehanični zaplet zaradi drugih sredstev na kodsteh, vsadkov in presadkov

Stanja, našteta v T82.0, zaradi:
- kostnega presadka
- električnega stimulatorja kosti
- (T84.4) Mehanični zaplet zaradi drugih notranjih ortopedskih sredstev, vsadkov in presadkov

Stanja, našteta v T82.0, zaradi mišičnega in tetivnega presadka
- (T84.5) Infekcija in vnetna reakcija zaradi notranje sklepne proteze
- (T84.6) Infekcija in vnetna reakcija zaradi sredstva za notranjo fiksacijo (kjer koli)
- (T84.7) Infekcija in vnetna reakcija zaradi drugih notranjih ortopedskih protetičnih sredstev, vsadkov in presadkov
- (T84.8) Drugi zapleti zaradi notranjih ortopedskih protetičnih sredstev, vsadkov in presadkov

Stanja, našteta v T82.0, zaradi internih ortopedskih protetičnih sredstev, vsadkov in presadkov
- (T84.9) Neopredeljeni zaplet zaradi notranjega ortopedskega protetičnega sredstva, vsadka in presadka
- (T85) Zapleti zaradi drugih notranjih protetičnih sredstev, vsadkov (implantantov) in presadkov (transplantantov)

- (T86) Odpoved in zavrnitev presajenih organov in tkivowtkiv
  - (T86.0) Zavrnitev presajenega kostnega mozga
    - Graft-versus-host reakcija ali bolezen

- (T87) Zapleti, značilni za replantacijo in amputacijo
  - (T87.0) Zapleti po replantaciji (dela) zgornjega uda
  - (T87.1) Zapleti po replantaciji (dela) spodnjega uda
  - (T87.2) Zapleti po replantaciji drugih delov telesa
  - (T87.3) Nevrinom na amputacijskem krnu
  - (T87.4) Infekcija na amputacijskem krnu
  - (T87.5) Nekroza na amputacijskem krnu
  - (T87.60) Drugi in neopredeljeni zapleti na amputacijskem krnu

Amputacijski krn:
- kontraktura (fleksijska/naslednjega proksimalnega sklepa)
- hematom
- oteklina

Izključeno: sindrom fantomskega uda (G54.6-G54.7)
- (T88) Drugi zapleti kirurške in medicinske oskrbe, ki niso uvrščeni drugje
  - (T88.0) Infekcija po imunizaciji
  - (T88.1) Drugi zapleti po imunizaciji, ki niso uvrščeni drugje
  - (T88.2) Šok zaradi anestezije
  - (T88.3) Maligna hipertermija zaradi anestezije
  - (T88.4) Napačna ali otežena intubacija
  - (T88.5) Drugi zapleti po anesteziji
  - (T88.6) Anafilaktični šok zaradi škodljivega učinka ustrezne droge ali zdravila, danega na pravilen način
  - (T88.7) Neopredeljen škodljivi učinek ustrezne droge ali zdravila
  - (T88.8) Drugi opredeljeni zapleti kirurške in medicinske oskrbe, ki niso uvrščeni drugje
  - (T88.9) Zaplet kirurške in medicinske oskrbe, neopredeljen

### (T90-T98) Kasne posledice popoškodbah,zastrupitvahin po drugih posledicahzunanjih vzrokov
- (T90) Kasne posledice po poškodbah glave
- (T91) Kasne posledice po poškodbah vratu in trupa
  - (T91.0) Kasne posledice po površinski poškodbi in rani na vratu in trupu
  - (T91.1) Kasne posledice po zlomu hrbtenice
  - (T91.2) Kasne posledice po druge vrste zlomu na prsnem košu in medenici
  - (T91.3) Kasne posledice po poškodbi hrbtnega mozga
  - (T91.4) Kasne posledice po poškodbi intratorakalnih organov
  - (T91.5) Kasne posledice po intraabdominalni poškodbi in poškodbi organov v medenici
  - (T91.8) Kasne posledice po drugih opredeljenih poškodbah vratu in trupa
  - (T91.9) Kasne posledice po neopredeljeni poškodbi vratu in trupa
- (T92) Kasne posledice po poškodbah zgornjega uda
  - (T92.0) Kasne posledice po rani na zgornjem udu
  - (T92.1) Kasne posledice po zlomu nadlakti
  - (T92.2) Kasne posledice po zlomu v predelu zapestja in roke
  - (T92.3) Kasne posledice po izpahu, izvinu in nategu na zgornjem udu
  - (T92.4) Kasne posledice po poškodbi živca na zgornjem udu
  - (T92.5) Kasne posledice po poškodbi mišice in tetive na zgornjem udu
  - (T92.6) Kasne posledice po crush poškodbi in poškodbeni amputaciji zgornjega uda
  - (T92.8) Kasne posledice po drugih opredeljenih poškodbah zgornjega uda
  - (T92.9) Kasne posledice po neopredeljeni poškodbi zgornjega uda
- (T93) Kasne posledice po poškodbah spodnjega uda
  - (T93.0) Kasne posledice po rani na spodnjem udu
  - (T93.1) Kasne posledice po zlomu stegnenice
  - (T93.2) Kasne posledice po drugih zlomih na spodnjem udu
  - (T93.3) Kasne posledice po izpahu, izvinu in nategu na spodnjem udu
  - (T93.4) Kasne posledice po poškodbi živca na spodnjem udu
  - (T93.5) Kasne posledice po poškodbi mišice in tetive na spodnjem udu
  - (T93.6) Kasne posledice po crush poškodbi in poškodbeni amputaciji spodnjega uda
  - (T93.8) Kasne posledice po drugih opredeljenih poškodbah spodnjega uda
  - (T93.9) Kasne posledice po neopredeljeni poškodbi spodnjega uda
- (T94) Kasne posledice po poškodbah, ki prizadenejo več območij in neopredeljena območja telesa
  - (T94.0) Kasne posledice po poškodbah, ki prizadenejo več telesnih območij
  - (T94.1) Kasne posledice po poškodbah, ki niso opredeljene glede na telesno območje
- (T95) Kasne posledice po opeklinah, korozijah (kemičnih opeklinah) in ozeblinah
- (T96) Kasne posledice po zastrupitvi z drogami, zdravili in biološkimi snovmi
- (T97) Kasne posledice po toksičnih učinkih snovi, predvsem nemedicinskega izvora
- (T98) Kasne posledice drugih in neopredeljenih učinkov zunanjih vzrokov